# Mogrus larisae
Mogrus larisae är en spindelart som beskrevs av Dmitri Viktorovich Logunov 1995. Mogrus larisae ingår i släktet Mogrus och familjen hoppspindlar. Inga underarter finns listade i Catalogue of Life.